# Mycklingstjärnen
Mycklingstjärnen är en sjö i Örnsköldsviks kommun i Ångermanland och ingår i Moälvens huvudavrinningsområde. Sjön är 6 meter djup, har en yta på 0,107 kvadratkilometer och befinner sig 7 meter över havet.

## Delavrinningsområde
Mycklingstjärnen ingår i det delavrinningsområde (702464-163816) som SMHI kallar för Utloppet av Själevadfjärden. Medelhöjden är 50 meter över havet och ytan är 21,99 kvadratkilometer. Räknas de 264 avrinningsområdena uppströms in blir den ackumulerade arean 2 283,82 kvadratkilometer. Avrinningsområdets utflöde Moälven (Åselån) mynnar i havet. Avrinningsområdet består mestadels av skog (37 procent) och jordbruk (11 procent). Avrinningsområdet har 5,3 kvadratkilometer vattenytor vilket ger det en sjöprocent på 24,1 procent. Bebyggelsen i området täcker en yta av 3,63 kvadratkilometer eller 16 procent av avrinningsområdet.